# Sinurjoda
Sinurjoda (nep. सिनुरजोडा) – gaun wikas samiti w środkowej części Nepalu w strefie Dźanakpur w dystrykcie Dhanusa. Według nepalskiego spisu powszechnego z 2011 roku liczył on 1557 gospodarstw domowych i 8446 mieszkańców (4117 kobiet i 4329 mężczyzn).